# Alex Toth
Alex Toth (25 de junio de 1928 - 27 de mayo de 2006) fue un dibujante de historietas y animador.

## Biografía y obra
Comenzó su carrera dibujando historietas, entre las que destaca su recordada versión de las aventuras de El Zorro, de Disney. Trabajó como diseñador para varias series animadas de Hanna-Barbera durante las décadas de los 60 y 70. Sus colaboraciones con Iwao Takamoto incluyen: Fantasma del Espacio, Birdman y el Trío Galaxia, Los Herculoides, Dino Boy, Sansón y Goliat, Moby-Dick y Mighty Mightor, Shazzan, Laboratorio Submarino 2020, Los 4 Fantásticos, Súper amigos y Thundarr, el bárbaro. También participó en los diseños de la popular serie animada de Joe Ruby y Ken Spears, Scooby-Doo!.
La industria del cómic le hizo muchos reconocimientos a lo largo de su carrera. Fue nominado para el Shazam Award por Mejor Historia Corta (Dramática) Individual por "Burma Sky" en Our Fighting Forces #146 (con Archie Goodwin), y fue uno de los finalistas para ingresar al Salón de la Fama de los Shazam Awards ese mismo año. En 1989 fue nominado como finalista para el Salón de la Fama Jack Kirby y fue formalmente inducido como miembro en 1990.

## Valoración e influencia
Su trabajo es ampliamente reconocido como una influencia mayor en una gran cantidad de ilustradores y animadores. Para el historietista español Josep María Beá, fue el dibujante que más le impactó en su vida, conmocionando a todo el equipo de Selecciones Ilustradas gracias a "su portentoso conocimiento de la anatomía humana, su síntesis gráfica, la novedosa planificación, el concepto del equilibrio tonal". Como él mismo sigue diciendo:

El dibujante americano (cuyos singulares procesos neuroquímicos deberían ser analizados por el eminente biólogo Pierre Changeux), había sobrepasado el listón marcado por Caniff, Sickles, Crane y Robbins, su propuesta técnica daba vértigo. Dibujar mejor que Toth es intentar cruzar el umbral de la sobrenaturalidad.

El dibujante español Albert Monteys ha reconocido la influencia de la serie animada Fantasma del Espacio en su cómic Calavera Lunar. También fue influenciada por el dibujante estadounidense Steve Rude para su cómic Nexus y afirmó el intento de una serie animada de su personaje al estilo de la serie original de Hanna-Barbera.
El trabajo de Toth fue reeditado recientemente por Cartoon Network para parodias como: Fantasma del Espacio de Costa a Costa, El Show de Brak, Harvey Birdman, abogado y Laboratorio Submarino 2021.

## Listado de obras
Alex Toth ha colaborado y trabajado para y con diferentes empresas y editoriales. Enumerar toda su obra aquí sería farragoso por lo que se muestra un sucinto resumen. Entre ellas se cuentan las siguientes.
Standard, Eastern, Edwar O´toole, DC Comics, Marvel Comics, Lev Gleason, Dell, Llave Dorada, Curt Metz, Círculo Rojo. 
Y entre sus trabajos para estas se cuentan los siguientes: 
Editorial Eastern: Mundo Futuro (Sci Fi)
Editorial Edward O´Toole: Imaginaria Católica.
Editorial Standard: (Relatos Sci Fi,, Sierra Smith (Detective), Romance, Bélico)
Editorial Lev Gleason: (Western, Romance, Psico, Thriller)
Editorial Dell: (Hípica, Bélico, Westerns varios (Range Rider), Aviación, Bibliográficos, Exploración documental, Catálogo de armas, Historia de la medicina en el oeste, El Zorro (1958-1959), Detectives, Juvenil femenino, Exploración submarina, Documental FBI, Sci Fi, Naval. 
Editorial La llave dorada: El Zorro 1966 –1967
Editorial DC Comics:
- Historias de amor de Chicas
- Romances de Chicas
- Roving Ranger 1951 – 1952
- Rastro Peligroso (Detectives)
- Detectivesco : Dale Evans Comics: Sierra Smith 1948
- Western: Johnny Thunder 1948 - 1951
- Las Aventuras del perro Rex el Perro Maravilloso 1952
- Aventuras de Superhéroes: Desde 1947 a 1986 aprox.

Entre sus colaboraciones con DC Comics se cuentan los siguientes personajes:
- Linterna Verde
- Rayo
- Liga de la Justicia
- Dr.MediaNoche
- Dr. Atom
- Tarántula
- Brave & Bold Atom
- Flash
- Black Canary
- El Halcón Negro
- Batmán
- Supermán
- Los Súper amigos

Ed.Curt Metz publisher: Título: Amabolis Insania. 1975
Editorial El Círculo Rojo: El Garfio Negro y El Zorro 1984

Realizó un Pin Up de Akira, para Marvel .1995 